# Complex immunitari
Un complex immunitari o immunocomplex és un compost molecular resultants de la unió d'anticossos i antígens en resposta al reconeixement antigènic durant una infecció o qualsevol molècula que pugui ser reconeguda com a no pròpia pels receptors antigènics hipervariables dels anticossos.

## Anticossos

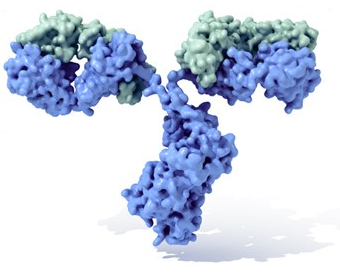
Molècula d'una Immunoglobulina

Els anticossos són molècules proteiques produïdes pels limfòcits B que estan destinades a unir-se específicament als antígens. Els anticossos produïts pels limfòcits B poden quedar adherits a la membrana plasmàtica del limfòcit B, on actuen com a anticòs de superfície receptors d'antígens, o bé són segregats a l'exterior de la cèl·lula com a anticossos lliures circulants a la sang.
Les cèl·lules plasmàtiques (limfòcits B madurs) són incapaces de dividir-se, tenen una vida curta i fan servir una part molt important de la seva maquinària de síntesi proteica per produir anticossos.
Els anticossos són proteïnes del grup de les globulines i per les propietats immunològiques que tenen reben també el nom d'immunoglobulines (Ig).
L'estructura bàsica de les Ig són quatre cadenes polipeptídiques:
Dues cadenes lleugeres o L iguals
Dues cadenes pesants o H també idèntiques
Lligades a les cadenes H hi ha molècules d'oligosacàrids la funció dels quals encara no es coneix. Les cadenes H i L estan unides entre si per ponts disulfur.
Es combinen dues cadenes pesants i dues cadenes lleugeres per formar una molècula tridimensional en forma de Y, que es compon d'una tija constituïda per una part de les dues cadenes pesants amb els radicals àcid (-COOH) terminals i de dos braços formats per la resta de les cadenes pesants i per dues cadenes lleugeres, totes amb els radicals amino (-NH2) terminals.
A la base dels braços de les cadenes H hi ha una zona anomenada frontissa, constituïda per uns quants aminoàcids per on els braços poden moure's lliurement respecte a la resta de la molècula, la qual cosa facilita la unió a antígens amb diferents terminants antigènics.
Hi ha cinc tipus diferents d'immunoglobulines: IgG (o gammaglobulines), IgM, IgD, IgA i IgE, les quals es diferencien entre si pel tipus de les cadenes H.

## Antígens
Un antigen és una substància que desencadena la formació d'anticossos i pot causar una resposta immunitària. També pot ser totes les substàncies que poden ser reconegudes pel sistema immunitari adaptatiu, bé siguin pròpies o alienes.
Els antígens són majoritàriament proteïnes o polisacàrids. Això inclou parts de bacteris (càpsula, paret cel·lular, flagels, fímbries, i toxines), de virus i altres microorganismes. Els lípids i àcids nucleics són antigènics únicament quan es combinen amb proteïnes i polisacàrids. Els antígens no-microbians exògens (aliens a l'individu) poden incloure pol·len, clara d'ou, i proteïnes de teixits i òrgans trasplantats, o proteïnes en la superfície de glòbuls vermells. Cada antigen està definit pel seu anticòs, els quals interaccionen per complementarietat espacial.
Les regions específiques dels antígens que són reconegudes pels anticossos o pels receptors de cèl·lules T (TCRs) se'ls coneix com a epítops o determinants antigènics. Els anticossos reconeixen epítops conformacionals que han de ser accessibles en la proteïna original. Els TCR reconeixen l'estructura que adopta un antigen. En el procés de presentació antigènica les cèl·lules presentadores d'antigen processen i presenten tant proteïnes pròpies com a estranyes a les cèl·lules T.
La reacció antigen-anticòs (Ag-Ac) es refereix a la unió d'un anticòs amb un antigen per a inhibir o alentir la seva toxicitat.

## Unió antigen-anticòs (Ag-Ac)
La unió estructural entre aquests dona a lloc gràcies a diferents forces febles que disminueixen amb la distància, com els ponts d'hidrogen, les forces de Van Der Waals, les interaccions electroestàtiques i les hidròfobes. La suma de tots aquests enllaços genera una interacció estable entre el lloc d'unió de l'anticòs (paratop) i el lloc d'unió de l'antigen (epítop).
El reconeixement Ag-Ac és una reacció de complementarietat, per la qual cosa s'efectua a través de múltiples enllaços no covalents entre una part de l'antigen i els aminoàcids del lloc d'unió de l'anticòs. La reacció es caracteritza per:
- La seva especificitat; és una reacció molt precisa i distingeix diferències mínimes entre grups químics. Permet detectar un anticòs en qüestió gràcies a aquesta característica.
- La seva velocitat; la seva reacció es divideix en dues etapes. La primera es detecten i tan solament transcorren mil·lèsimes de segon, en la segona etapa (més llarga) es presenten les manifestacions de la interacció com l'aglutinació.
- No requerir energia addicional per efectuar-se.
- La seva reversibilitat; com la interacció són forces no covalents, és reversible.

## Immunocomplexos
Els immunocomplexos es formen per la unió no covalent d'un anticòs amb l'antigen contra el qual va dirigit. L'activitat biològica dels immunocomplexos depèn, entre altres variables, de la quantitat i grandària dels immunocomplexos formats, de la seva capacitat per fixar el complement i de la integritat del sistema mononuclear fagocític.

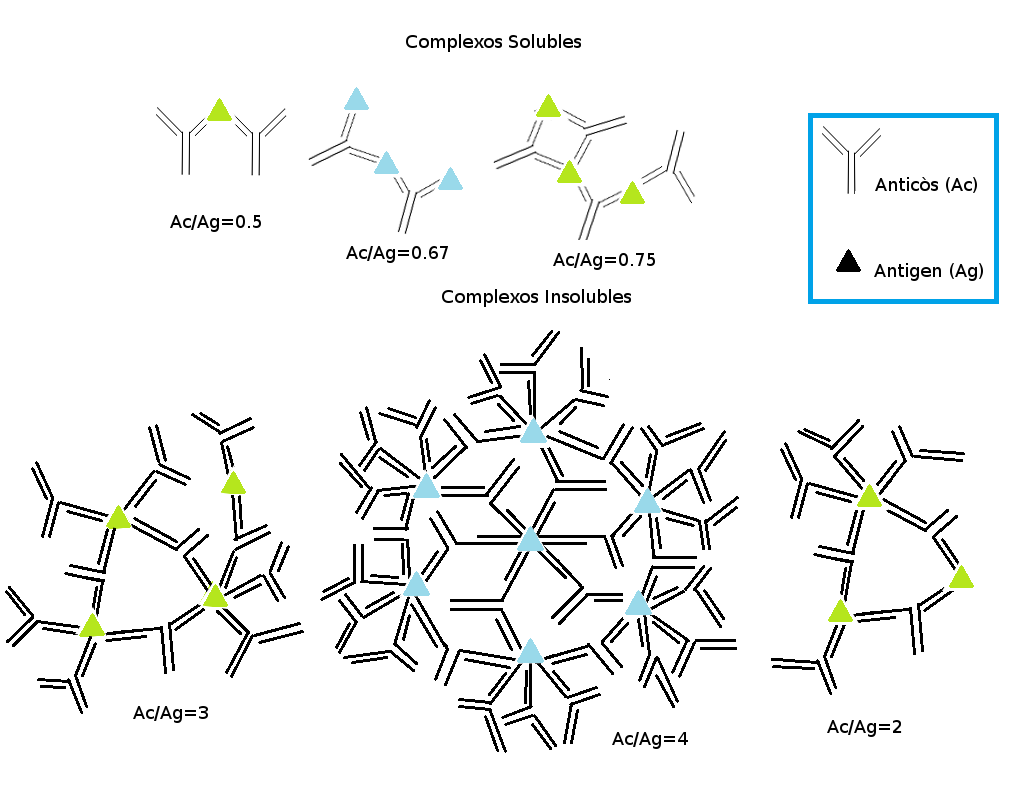
Immunocomplexos

Les funcions biològiques dels immunocomplexos deriven, principalment, de la seva interacció i, en última instància produeixen inflamació i lisi cel·lular.
Ja que un dipòsit d'immunocomplexos als teixits ha sigut descrit com un mecanisme de dany immunològic, la seva detecció ha sigut considerada d'utilitat en el coneixement de la patogènesi i l'etiologia de les malalties produïdes per ells. Tot i això, el fet que els immunocomplexos formats presentin diferents característiques i siguin detectats per alguns mètodes i per altres no, fa que sigui necessària la seva detecció per diversos mètodes de manera simultània, amb l'objectiu d'augmentar la seva sensibilitat diagnòstica.
En el lupus eritematós sistèmic, prototip de malaltia per immunocomplexos, aquests es presenten en més del 90% dels pacients i la seva concentració guarda relació amb l'activitat clínica (probablement els complexos formats per l'àcid desoxiribonucleic i l'anticòs contra l'ADN són els responsables de la nefropatia lúpica). En altres malalties, reumàtiques o no, també poden trobar-se immunocomplexos, però en general, la seva detecció manca d'utilitat clínica. Es podria concloure dient que el coneixement aïllat de la concentració d'immunocomplexos manca de valor diagnòstic, tot i que en alguns casos pot ser d'utilitat en el control del tractament i evolució de la malaltia.

## Malalties per immunocomplexos circulants (ICC)
Correspon a tota una agrupació de malalties que tenen el seu origen en una dipositació de immunocomplexos amb totes les reaccions immunoquímiques consegüents a causa de la seva alta solubilitat.

### Formació d'immunocomplexos circulants
La formació habitual dels immunocomplexos és deguda a la unió d'un antigen contra el qual un organisme ja està immunitzat, amb el seu anticòs respectiu. Per a concentracions elevades o mitjanament igualades d'anticossos respecte d'antigen, com que cada anticòs té dos punts d'unió sobre aquest i pot ser polivalent, generalment es creen unes xarxes que no són gens solubles en aigua. Aquests agregats o xarxes d'immunocomplexos, són eliminades per fagocitosi per cèl·lules com els macròfags o els neutròfils, ja que en si són complexos molt reactius.
Però per a concentracions molt elevades d'antigen i molt minoritàries d'anticòs, els agregats o xarxes són molt més petites i, per tant, molt solubles. Aquesta solubilitat no permet les cèl·lules fagocitàries d'eliminar-los i aquests són lliures de moure's pel medi extracel·lular, la sang o la limfa cap a diferents teixits.
Tot i així, amb el temps l'organisme haurà tingut temps d'igualar l'equilibri antigen anticòs. Malgrat això, seguiran existint petits dipòsits d'immunocomplexos capaços de produir el dany tissular.

### Dany tissular

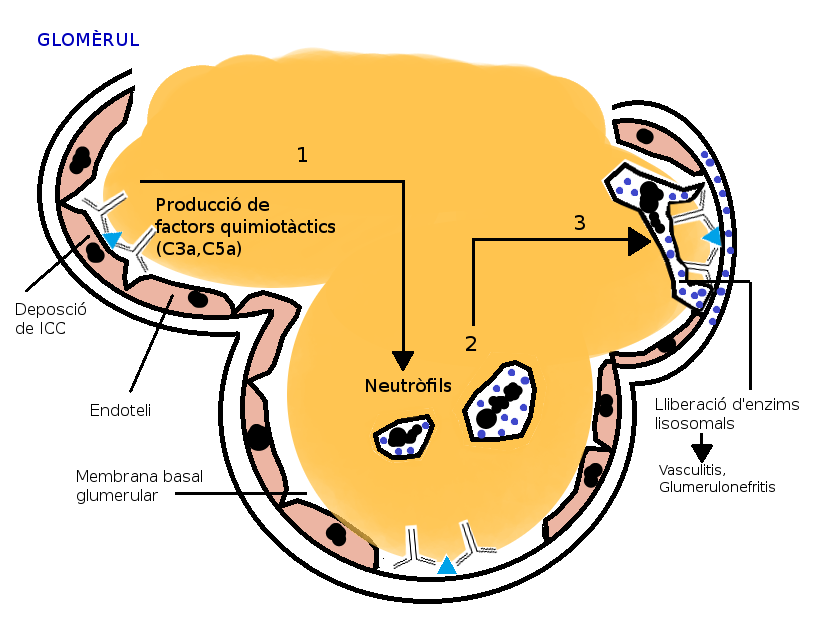
Esquema d'un glomèrul en glomerulonefritis per ICC mediades IgG i IgM

Una vegada els ICC s'hagin dipositat sobre el teixit, que acostuma a ser un capil·lar o el glomèrul renal (produint respectivament vasculitis o glomerulonefritis), comença una sèrie de reaccions que derivaran en la inflamació localitzada del teixit.
Primerament, si els anticossos són del tipus IgG o IgM començarà una activació del sistema del complement per la via clàssica, que causarà la lisi cel·lular d'aquelles cèl·lules en que s'hagin dipositat els immunocomplexos en el moment en què els compostos C8 i C9 del complement creïn juntament amb els altres components el porus sobre la membrana citoplasmàtica (citòlisi per plasmòlisi).
Seqüencialment a aquest procés, durant l'activació del complement, els components C3a i C5a actuen com a citocines quimiotàctiques de les cèl·lules polimorfonucleades (entre elles els granulòcits) que començaran una fagocitosi dels immunocomplexos. Però al mateix remps alliberant gran quantitat d'enzims lisosomals sobre el teixit (especialment captesines C i E) que augmenten l'acció inflamatòria i la destrucció cel·lular.

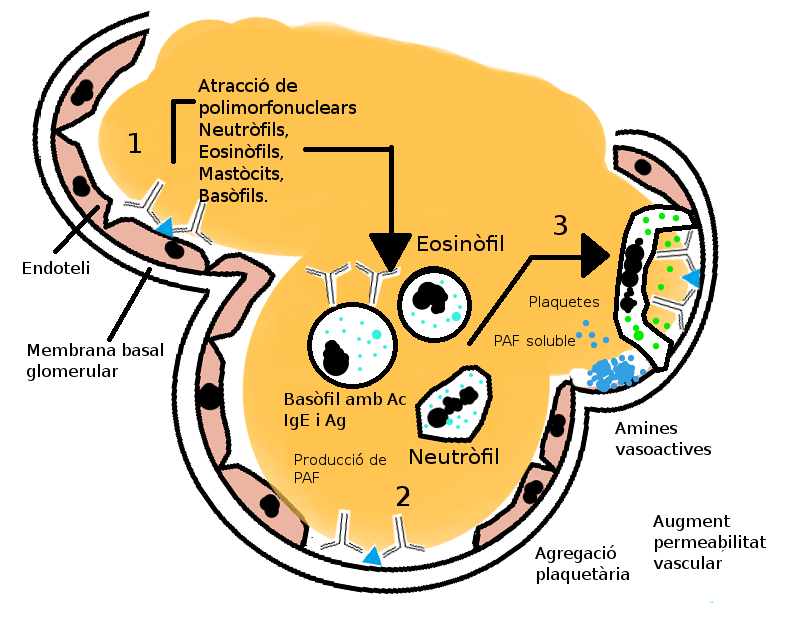
Esquema d'un glomèrul en glomerulonefritis per ICC en prescència d'IgE i granulòcits amb culminació amb la segregació de les amines vasoactives

Paral·lelament a aquest procés, altres mediadors del complement actuarien quimiotàcticament, atraient tots aquells basòfils, eosinòfils i basòfils marcats amb IgE possibles cap al focus d'inflamació. Aquests segregarien substàncies com la serotonina, la histamina i particularment el PAF (factor activador de plaquetes), el qual promouria una agregació plaquetària en el teixit. Aquesta agregació de plaquetes actuaria en el focus inflamatori alliberant amines vaso-actives que augmentarien la permeabilitat capil·lar i potenciarien així encara més la dipositació d'immunocomplexos sobre les cèl·lules del teixit afectat, creant així un cicle d'augment del dany tissular.

### Patologies associades
Les primeres malalties associades a aquest tipus d'etiologia són les denominades malalties del sèrum. El nom prové del fet que tenien origen en animals als quals se'ls havia injectat una gran quantitat d'antigen (> 20 µg d'antigen/ml) contra el qual estaven immunitzats per tal de poder extreure més endavant anticossos per a immunitzacions passives en humans. Degut a la gran quantitat d'antigen que se'ls administrava, presentaven usualment una simptomatologia comuna d'inflamació local durant un període de tres dies en el punt d'injecció i també dels ganglis limfàtics circumdants, que de vegades anava acompanyat de lesions inflamatòries, hematúria i proteïnúria.
Els símptomes acostumaven a desaparèixer al cap d'uns dies, però en casos més greus l'animal afectat podia patir glomerulonefritis, lesions cardíaques, vasculitis, trastorns del SNC i SNP i artritis severa. Aquestes lesions constitueixen un quadre clínic de malaltia del sèrum aguda. La forma humana de la malaltia fou descrita per primera vegada l'any 1906 i es considera una reacció d'hipersensibilitat específica (de tipus III) a les proteïnes heteròlogues presents en la seroteràpia d'origen animal, caracteritzada per l'aparició de febre, eritema i artràlgies. Típicament, es presenta 1-2 setmanes després de ser administrat el sèrum, és un procés autolimitat i té bon pronòstic.
Aquesta és però una manifestació única de la simptomatologia per malalties per ICC provocada per una injecció directa i excessiva de l'antigen però l'ésser humà té tota una sèrie de malalties associades que provenen també d'una relació anòmala de les concentracions d'anticòs-antigen.

### Entitats clíniques que cursen amb ICC
Es poden classificar en cinc grups segons la seva etiologia:
- Bacterianes:
  - Glomerulonefritis postestreptocòccica (Streptococcus pyogenes).[13]
  - Endocarditis bacteriana aguda (Streptococcus viridans).
  - Lepra lepromatosa (Mycobacterium leprae).[14]
  - Febre tifoidea (Salmonella typhi).
- Víriques:
  - Hepatitis B.
  - Panencefalitis esclerosant subaguda (virus del xarampió).[15]
- Parasitàries:
  - Esquistosomiasi (Schistosoma mansoni).
  - Malària (Plasmodium malariae).
  - Toxoplasmosi (Toxoplasma gondii).
  - Equinococcosi (Echinococcus granulosus).
- Malalties autoimmunitàries:
  - Lupus eritematós sistèmic (LES).
  - Síndrome de Sjögren.
  - Síndrome de Dressler.[16]
  - Tiroïditis de Hashimoto.
  - Artritis reumatoide.
  - Esclerodèrmia.[17]
  - Crioglobulinèmia.[18]
  - Púrpura trombocitopènica immunitària.[19]
  - Púrpura de Schönlein-Henoch.[20]
- Neoplàsies
  - Tumors sòlids:
    - Carcinoma de pulmó.
    - Carcinoma de mama.
    - Carcinoma de còlon.
    - Melanoma.

  - Leucèmies i limfomes:
    - Leucèmia aguda limfoblàstica.
    - Leucèmia limfocítica crònica.[21]
    - Malaltia de Hodgkin.